# Bareyo
Bareyo es un municipio y una localidad españoles pertenecientes a la comunidad autónoma de Cantabria. En 2020 contaba con una población de 1994 habitantes. Limita al norte con el mar Cantábrico, al oeste con Ribamontán al Mar, al sur con Ribamontán al Monte y al este con Arnuero y Meruelo. Está situado en la histórica comarca de Trasmiera.

## Toponimia
El gentilicio de los habitantes del municipio es bareyiego/a. Pero cada pueblo suele tener su gentilicio propio. Así pues, a los habitantes del pueblo de Ajo se los conoce como ñeros/as, mientras que a los de Güemes se los llama camperros/as y a los de Bareyo birigañas/as.

## Símbolos
El Ayuntamiento posee bandera municipal y escudo heráldico. El escudo tiene forma ibérica o española —cuadrilongo con el borde inferior redondeado en la punta— y está timbrado por una corona real cerrada.

## Geografía
En el municipio de Bareyo se encuentra el punto más septentrional de la costa cántabra, el cabo de Ajo, situado al final de la ría de Ajo, desembocadura del río Campiazo. La costa del municipio alterna acantilados con bellas playas, foco de atracción en verano. Ya en el interior, al sur se encuentran diversas colinas que no superan los 230 metros y que forman el valle de Güemes.

### Clima
El territorio municipal se ubica en la región climática de la Iberia Verde de clima Europeo Occidental, clasificada también como clima templado húmedo de verano fresco del tipo Cfb según la clasificación climática de Köppen.
Los principales rasgos del municipio a nivel general son unos inviernos suaves y veranos frescos, sin cambios bruscos estacionales, siendo la diferencia entre el invierno y el verano de unos diez grados. El aire es húmedo con abundante nubosidad y las precipitaciones son frecuentes en todas las estaciones del año, alcanzando una media anual ligeramente por encima de los mil trescientos milímetros, con escasos valores excepcionales a lo largo del año.
La temperatura media de la región ha aumentado en los últimos cincuenta años 0,6 grados, mientras que las precipitaciones ha experimentado un descenso del diez por ciento. Cada uno de los años de la serie 1981-2010 fueron claramente más secos y cálidos que los de la serie 1951-1980. Y todo indica que las fluctuaciones intra-estacionales del régimen termo-pluviométrico fueron más intensas durante el periodo 1981-2010.

### Playas
En el pueblo de Ajo están localizadas las dos únicas playas con las que cuenta el municipio de Bareyo, que son:
- Playa de Cuberris. La playa, que se encuentra protegida por el Cabo de Ajo a la derecha y la Punta Cárcabos a la izquierda, es un lugar muy frecuentado por surfistas durante todo el año y por bañistas en verano. En 2015, el Ayuntamiento de Bareyo se ha marcado el objetivo de que el arenal de Cuberris obtenga la Bandera Azul.[5] Para ello, ha solicitado ayuda al Gobierno de Cantabria.
- Playa de Antuerta. Está protegida al Este por la Punta Carcabos y al oeste por Punta Urdiales. Esta pequeña playa solo se puede acceder a pie, pero aun así es muy frecuentada por surfistas y naturistas.[6] El Ayuntamiento de Bareyo quiere que esta playa sea catalogada como "salvaje".[7]

## Historia
Históricamente, en la Edad Moderna su territorio pertenecía a la Junta de Siete Villas, incluida ésta en la Merindad de Trasmiera. Dicha Junta desapareció con la llegada de los municipios constitucionales y quedó dividida en los ayuntamientos de Castillo Siete Villas del que posteriormente se separó el municipio de Noja y actualmente se llama Arnuero y los de Meruelo y Ajo o Fuente Espina según otras fuentes. El municipio de Ajo fue llamado así desde 1822 hasta 1835 que tomó el nombre de Bareyo, pero conservó su capitalidad en el pueblo de Ajo. Esta fue tierra de constructores y arquitectos que proyectaron edificios civiles y religiosos por todo la Corona de España, dejando en sus pueblos natales legados como la iglesia románica de Santa María de Bareyo, del siglo XII, la iglesia de San Martín o el convento de San Ildefonso, así como una interesante variedad de casonas señoriales. El nombre Baredio aparece en una escritura del año 1195.

## Demografía
Bareyo cuenta con una población de 2133 habitantes (INE 2024).
| Gráfica de evolución demográfica de Bareyo entre 1842 y 2021                                                                                                 |
| |
| Población de derecho según los censos de población del INE Población de hecho según los censos de población del INEEn este censo se denominaba Barceyo: 1842 |

## Administración y política

### Gobierno municipal
Ángela Ruiz Herrería (PRC) es la actual alcaldesa del municipio. 
| Partido político                         | 2023  | 2023  | 2023       | 2019  | 2019  | 2019       | 2015  | 2015  | 2015       | 2011  | 2011  | 2011       | 2007  | 2007  | 2007       | 2003  | 2003  | 2003       |
| Partido político                         | Votos | %     | Concejales | Votos | %     | Concejales | Votos | %     | Concejales | Votos | %     | Concejales | Votos | %     | Concejales | Votos | %     | Concejales |
| Partido Regionalista de Cantabria (PRC)  | 584   | 42,16 | 5          | 719   | 54,10 | 6          | 689   | 50,22 | 6          | 682   | 46,68 | 6          | 483   | 34,40 | 3          | 180   | 13,92 | 1          |
| Partido Popular (PP)                     | 503   | 36,31 | 4          | 276   | 20,76 | 2          | 494   | 36,01 | 4          | 484   | 33,13 | 4          | 601   | 42,81 | 4          | 594   | 45,94 | 5          |
| Ola Cantabria                            | 225   | 16,24 | 2          | 214   | 16,10 | 1          | —     | —     | —          | —     | —     | —          | —     | —     | —          | —     | —     | —          |
| Partido Socialista Obrero Español (PSOE) | 59    | 4,25  | 0          | 107   | 8,05  | 0          | 173   | 12,61 | 1          | 222   | 15,2  | 1          | 131   | 9,33  | 1          | 149   | 11,52 | 1          |
| Centro Democrático Liberal (CDL)         | —     | —     | —          | —     | —     | —          | —     | —     | —          | 59    | 4,04  | 0          | 183   | 13,03 | 1          | —     | —     | —          |
| Unidad Cántabra (UCn)                    | —     | —     | —          | —     | —     | —          | —     | —     | —          | —     | —     | —          | —     | —     | —          | 327   | 25,29 | 2          |

### Organización territorial
Bareyo es a su vez una localidad del municipio. En el año 2024 contaba con una población de 2133 habitantes (160 habitantes en 2009). La localidad se encuentra a 53 metros de altitud sobre el nivel del mar, y a un kilómetro de la capital municipal, Ajo. Destaca del lugar, la iglesia de Santa María con cabecera y un transepto románicos de la segunda mitad del siglo XII. Fue declarada Bien de Interés Cultural con la categoría de Monumento en el año 1978. Bareyo (Baredio) aparece en una escritura del año 1195.
- Ajo (capital) (1692 habitantes en 2024)
- Bareyo (140 habitantes en 2024)
- Güemes (301 habitantes en 2024)

## Economía
Como en el resto de la zona costera, la economía se basa principalmente en el sector servicios y más concretamente en el sector turístico que es un activo importante debido a la belleza de las playas y pueblos además de la oferta hostelera y su gastronomía. El sector primario está en retroceso aunque en su momento fue la principal actividad económica de la zona.
Un 25 % de la población del municipio se dedica al sector primario, un 19,1 % a la construcción, un 9,5 % a la industria y un 46,4 % al sector servicios. Predomina por tanto el sector terciario.

## Cultura

### Patrimonio
Dos son los bienes de interés cultural de este municipio, ambos con categoría de monumento:
- Iglesia de Santa María.
- Molino de La Venera, en la ría de Ajo.

Además, los Monumentos religiosos de interés, aparte de los ya citados son:
- La iglesia de San Martín de Tours de Ajo
- El antiguo convento de San Ildefonso en el barrio del Convento (Ajo)
- La iglesia de San Vicente Mártir en Güemes
- La ermita de San Pedruco en Ajo
- La ermita de San Roque en Ajo

Monumentos civiles:
- La Casona de Carre
- La Casona de Llabad Camino
- La casa de Villanueva
- La Casona de Cubillas
- La Casona de Cubillas - Vélez de Hotanilla
- La Casona de la Peña (actualmente un hotel)[6]

### Fiestas y costumbres
Las fiestas más populares de Bareyo son:
- El 3 de febrero: San Blas en Bareyo
- El 16 de julio: Nuestra Señora del Carmen
- El 03 y 4 de agosto: santo Domingo, en Ajo
- El 10 de agosto: san Lorenzo, en Güemes
- El 16 de agosto: san Roque en Ajo
- El primer viernes de septiembre: san Pedruco, en Ajo
- El primer sábado de septiembre: Nuestra Señora de Consolación, en Güemes[12]

### Medios de comunicación
La corporación municipal edita desde el año 2007 la revista La Ojerada, que informa sobre distintas actividades desarrolladas en el municipio.